# Mad Not Mad
Mad Not Mad is het zesde studio-album van de Britse ska-popband Madness. Het verscheen in 1985 als het enige album zonder pianist/oprichter Mike Barson. In Engeland haalde het de top 20, in Nederland bleef de album top 100 buiten bereik.

## Achtergrond
De opnamen voor Mad Not Mad begonnen in de zomer van 1984; een roerig jaar voor Madness omdat Barson was opgestapt en de banden met platenmaatschappij Stiff werden verbroken wegens vertrouwensbreuk van eigenaar/clipregisseur Dave Robinson. 
Madness begon een eigen label (Zarjazz) en sloot een distributiedeal met Virgin waar men - in tegenstelling tot Robinson - niet wist hoe men de band moest aanpakken. Ook viel het niet mee om een plaat te maken zonder Barson, een van de voornaamste songschrijvers. Drummer Daniel 'Woody' Woodgate vertelde in 1992 aan het muziekblad VOX  "Iedere keer dat we een nummer opnamen kregen we het gevoel dat we onszelf herhaalden". 
In februari 1985 probeerde Madness het nieuwe materiaal uit tijdens een geheim concert. De opnamen waren nog steeds aan de gang en om de hoog opgelopen studiokosten te drukken werd er een drumcomputer bijgehaald, hetgeen ook verklaart waarom Woody op de binnenhoes achter een stel conga's poseert. 
In juni was het zware werk dan eindelijk voltooid en organiseerde de band een verkleedpartij; saxofonist Lee Thompson, die na het verlies van zijn vader een Rabbijn-achtige baard had laten staan, ging als Hare Krishna (dus niet als Abraham Lincoln) en gebruikte dit image voor de promotie van de single Yesterday's Men.
Mad Not Mad verscheen eind september (Europa)/begin oktober (Engeland) en werd door de muziekpers onthaald als de meest overtuigende (serieuze) plaat die Madness ooit heeft gemaakt. Het publiek dacht daar anders over en liet Mad Not Mad links liggen. Tijdens de 25 data tellende tournee door Engeland en Ierland werd er voortdurend geschreeuwd om One Step Beyond, maar dat nummer werd voor het laatst bewaard en bij sommige optredens zelfs overgeslagen. Uncle Sam, de volgende single van Mad Not Mad, bracht weliswaar de dagen van Baggy Trousers en Embarrassment in herinnering maar kon geen einde maken aan de vrije val waarin Madness was verkeerd. 
In 1992 kwam Madness weer bijeen in de vertrouwde zevenmansbezetting; aanvankelijk werden de nummers van Mad Not Mad en voorganger Keep Moving overgeslagen, maar vanaf 1993 maakte Yesterday's Men weer lange tijd deel uit van de set. Uncle Sam werd in de jaren 00 een enkele keer gespeeld.
De band leek weinig plezierige herinneringen te bewaren aan het album en de tournee; Suggs sprak in 1993 van "een opgepoetste drol", en gitarist Chris Foreman had het in 2005 over "onze meest gedateerde plaat". Muziekblad NME daarentegen benoemde het in 2015 tot een van de vijftig albums uit 1985 die de tand des tijds het best hadden doorstaan.

## Tracklijst
| Nr. | Titel           | Duur |
| --- | --------------- | ---- |
| 1.  | I'll Compete    | 3:21 |
| 2.  | Yesterday's Men | 4:37 |
| 3.  | Uncle Sam       | 4:16 |
| 4.  | White Heat      | 3:47 |
| 5.  | Mad Not Mad     | 4:10 |

| 6.                 | Sweetest Girl        | 5:47 |
| 7.                 | Burning the Boats    | 4:31 |
| 8.                 | Tears You Can't Hide | 3:08 |
| 9.                 | Time                 | 4:18 |
| 10.                | Coldest Day          | 4:24 |
| Totale duur: 42:19 |                      |      |

### Bonustracks en videoclips
| Nr. | Titel                  | Duur |
| --- | ---------------------- | ---- |
| 1.  | All I Knew             | 3:09 |
| 2.  | Please Don't Go        | 3:20 |
| 3.  | Jennie (A Portrait Of) | 3:01 |

1. "All I Knew" van de single "Yesterday's Men".
2. "Please Don't Go" van de single "Uncle Sam".
3. "Jennie (A Portrait Of)" van de single "Sweetest Girl".

### Heruitgave 2010
In 2009 en 2010 werden alle studioalbums van Madness totaan Wonderful opnieuw uitgebracht als dubbel-cd met bonustracks.

| Nr. | Titel                                | Duur |
| --- | ------------------------------------ | ---- |
| 1.  | Yesterday's Men" (Extended Version)  | 8:11 |
| 2.  | Uncle Sam" (Ray Gun Mix)             | 6:46 |
| 3.  | Sweetest Girl" (Extended Mix)        | 5:46 |
| 4.  | (Waiting For) The Ghost Train        | 3:45 |
| 5.  | Yesterday's Men" (Demo Version)      | 3:38 |
| 6.  | All I Knew                           | 3:09 |
| 7.  | Yesterday's Men" (Harmonica Version) | 4:32 |
| 8.  | Uncle Sam" (Demo Version)            | 4:27 |
| 9.  | Please Don't Go                      | 3:20 |
| 10. | Inanity Over Christmas               | 3:53 |
| 11. | Sweetest Girl" (Dub Mix)             | 7:10 |
| 12. | Jennie (A Portrait of)               | 3:01 |
| 13. | Call Me                              | 3:59 |
| 14. | Maybe in Another Life                | 3:02 |

### DVD
1. "Yesterday's Men
2. "Uncle Sam
3. "Sweetest Girl"
4. "(Waiting for) The Ghost Train"

Wogan19 augustus 1985
1. "Yesterday's Men"

Top Of The Pops21 november 1985
1. "Uncle Sam"

Whistle Test26 november 1985
1. "Burning the Boats"
2. "Time"

Hammersmith Odeon31 december 1985
1. "Yesterday's Men"
2. "Uncle Sam"
3. "Time"
4. "I'll Compete"

Top Of The Pops13 november 1986
1. "(Waiting For The) Ghost-Train"

## Covers
- Voor de tribute-cd Specialized 3 - Mad Not Cancer werd o.a. een cover opgenomen van Burning The Boats.
- Rhoda Dakar, voormalig zangeres van de meidenskaband The Bodysnatchers, bracht in 2016 de EP Lo Tek Four uit, met daarop haar versie van Tears You Can't Hide.

Suggs · Mike Barson · Lee Thompson · Chris Foreman · Mark Bedford · Daniel Woodgate · Chas Smash